# Wilhelm Scheben
Wilhelm Scheben (* 29. April 1812 in Köln; † 14. April 1895 ebenda) war ein Kölner Brauer, Chronist, Historiker, Kaufmann und von 1873 bis 1895 für die Deutsche Zentrumspartei Preußischer Landtagsabgeordneter für die Städte Cochem und Mayen sowie Praeses der St. Peter von Mailand-Bruderschaft.

## Leben
Als Sohn eines Branntweinbrenners ging Wilhelm Scheben an einem katholischen Gymnasium in Köln zur Schule, um wie seine zwei Brüder später im Braugewerbe tätig zu sein. Einer seiner Brüder war Johann Heinrich Scheben († 1865), der Vater von Hubert Anton Scheben, der als „Schebens Tünn“ in die Stadtgeschichte einging.
1842 erwarb Wilhelm Scheben gemeinsam mit seiner 1843 geheirateten Verlobten Clara Loosen (1813–1884) von dem Brauer Theodor Billstein die Brauerei mit Gasthaus „Alt Rom“ an der Würfelpforte (Unter Sachsenhausen 38), die ihren Namen von dem im 12. Jahrhundert errichteten Stadttor „Wurfpfeilspforte“ herleitete. Ein Jahr später wurde Scheben Mitglied in der Kölner Braubruderschaft. Sein Schwiegersohn war Titus Bredt Jr.
Seinem Vorsitz ab 1849 in der Kölner Brauer Corporation, vormals Kölner Braubruderschaft, folgte 1865 das Amt des Präfekten und Schatzmeisters. 1869 erneuerten die Eheleute Scheben zur Abhaltung einer jährlichen Patronatsmesse für die Braubruderschaft die Stiftung, die während der französischen Besatzungszeit erloschen war.
Nach langwierigen Verhandlungen verkaufte Scheben 1872 die Brauerei mit der Turmanlage für 1.400 Taler an die Stadt Köln, die diese im gleichen Jahr niederlegte.
Seiner 50-jährigen Mitgliedschaft in der St. Peter von Mailand-Bruderschaft wurde 1893 im Isabellen-Saal des Gürzenichs mit der von dem Maler und Komponisten Tony Avenarius gestalteten Urkunde gedacht.
Scheben war ein Verfechter des Reinheitsgebots von 1412 und wehrte sich in der Versammlung Anfang November 1885 vor 320 rheinischen und westfälischen Brauern im „Fränkischen Hof“ in Köln, Surrogate aller Art zum Brauen zu verwenden.
Wilhelm Scheben starb 1895 wenige Tage vor seinem 83. Geburtstag. Die Grabstätte der Eheleute befindet sich auf dem Kölner Melaten-Friedhof.

## Nachlass
In seinem privatschriftlichen Testament vom 12. März 1891 hinterließ er der Öffentlichkeit das von Soentgen angefertigte Gemälde des Brauer-Bannerherren Christian Lommeder, der der Vater von Barbara und Sybilla Lommeder war und in der Ursulastraße 5/7 zur Welt kam. Weiterhin war es sein letzter Wille, der St. Peter von Mailand-Bruderschaft die drei sich in seiner Funktion als Rendant bei ihm befindlichen Schweinsleder-Folianten von 1743 auszuhändigen.

## Veröffentlichungen
- 1864–1867: Die Brauzunft und die Petri-Mailand-Bruderschaft zu Köln
- 1866: Die Brauerzunft III, 1866, S. 25 f.; Ders. Zunfthaus S. 149
- 1868: "Das Haus Rome an der Wurpelportzenl"
- 1870: Wilhelm Scheben: Ein Blatt aus einem Zunftbuche. In: Annalen des Historischen Vereins für den Niederrhein. AHVN (21/22), 1870, S. 107–120
- 1875: Das Zunfthaus und die Zunft der Brauer zu Köln
  - ab 1876 im Bestand des Königlichen Progymnasium in Linz am Rhein[7]
- 1880: Wilhelm Scheben: Die Zunft der Brauer in Köln in ihrem inneren Wesen und Wirken, nebst den im Jahre 1603 erneuerten uralten Ordnungen u. dem 1497 erneuerten Amtsbriefe, Köln 1880 Beurkundet und offiziell gegründet wurde die Gemeinschaft mit dem Verbundbrief vom 14. September 1396
- Wilhelm Scheben: Die Zunft der Brauer in Köln – Kommissions-Verlag von F. & W. Boisseree's Buchhandlung, Köln 1880[8]
- 1885: Wilhelm Scheben: Das Haus Mirweiler, das Zunfthaus der Brauer. In: Annalen des Historischen Vereins für den Niederrhein. (AHVN)[9]
- 1886: Wilhelm Scheben: Das Haus Mirweiler in der Schildergasse, genannt Tafelrunde, oder das ehemalige Zunfthaus der Brauer in Köln. In: Annalen des Historischen Vereins für den Niederrhein. (AHVN) 45, 1886, S. 185–189
- 1887: Verzeichnis der gegenwärtigen Mitglieder der... Brauer-Corporation für das Jahr 1887, Köln 1887
- 1888: Wilhelm Scheben: Die ältesten Brauereien Kölns., in: Köln-Sonntags-Anzeiger vom 5.,  19. und 26. August 1888